# Graphium xenocles
Great Zebra Graphium xenocles là một loài bướm ngày thuộc họ Papilionidae, được tìm thấy ở Đông Nam Á và là loài phổ biến, không bị đe dọa.

## Hình ảnh

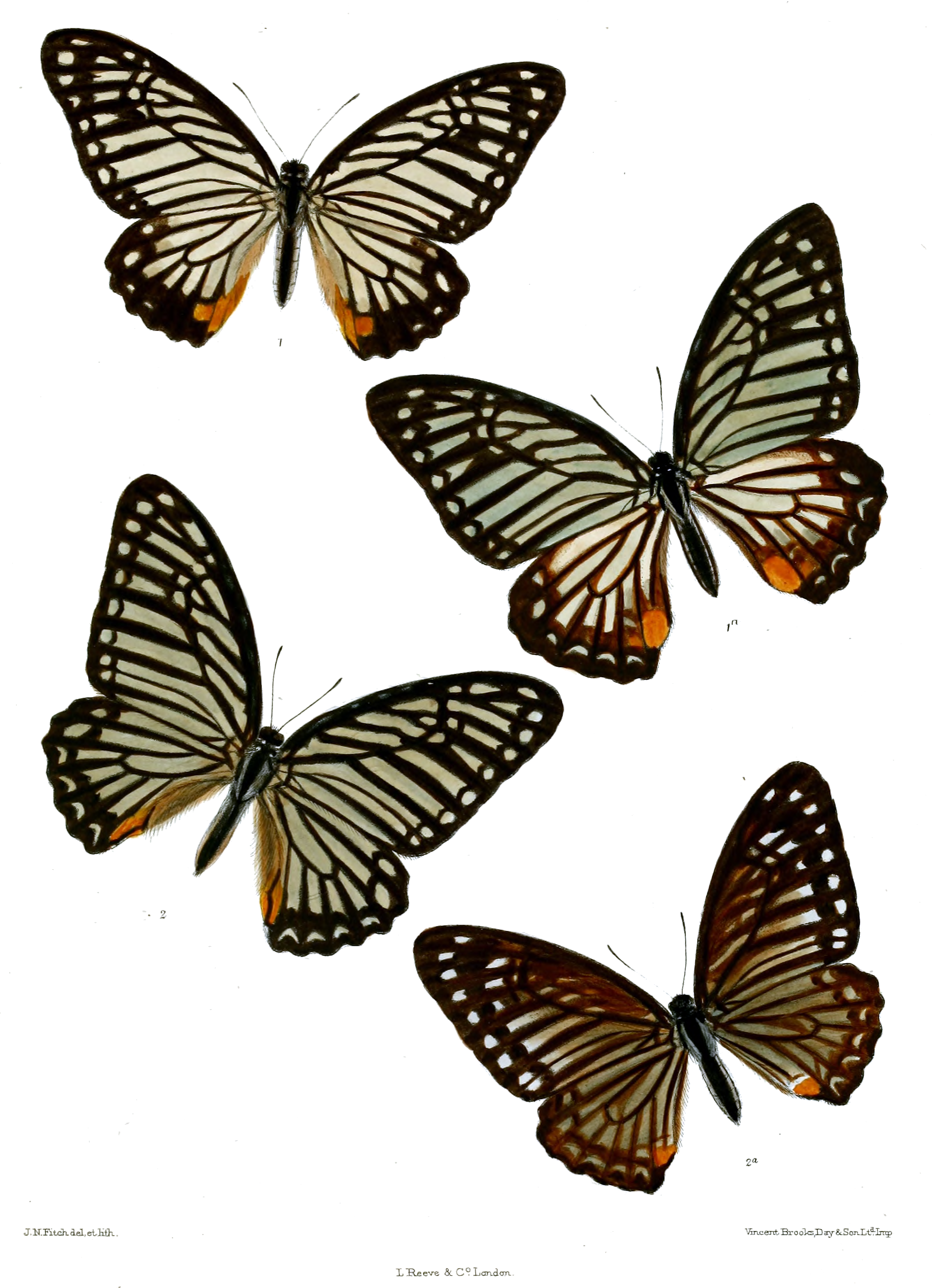
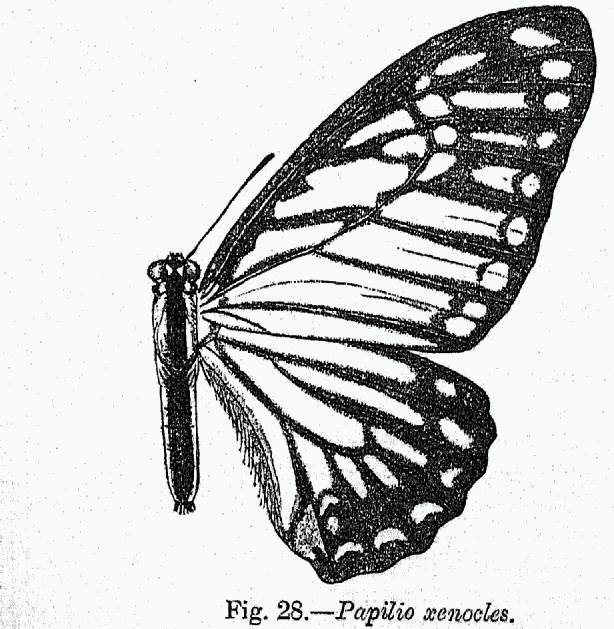
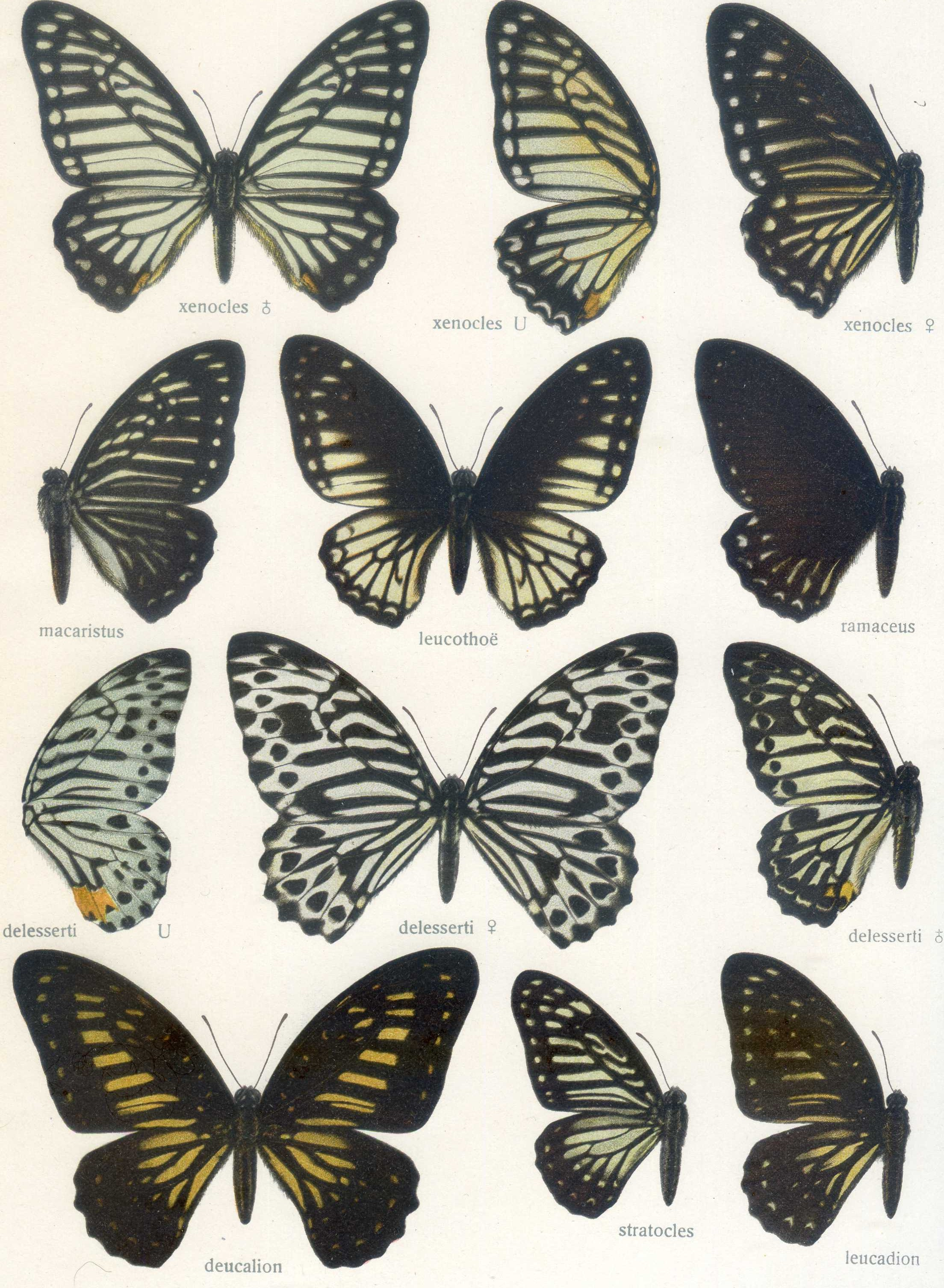